# Campeonato de Francia de Rugby 15 1989-90
El Campeonato de Francia de Rugby 15 1989-90 fue la 91.ª edición del Campeonato francés de rugby.
El campeón del torneo fue el equipo de Racing quienes obtuvieron su quinto campeonato.

## Desarrollo
| Grupo 1 - Dax - Grenoble - US Colomiers - Auch - Chalon - La Rochelle - Blagnac SCR - Paris Université Club | Grupo 2 - Racing - Montferrand - Bègles-Bordeaux - Biarritz - Bayonne - Bourgoin-Jallieu - Graulhet - Voiron |
| Grupo 3 - Agen - Béziers - Touloun - Nîmes - RRC Nice - Lourdes - Hagetmau - Cognac                         | Grupo 4 - Toulouse - Narbonne - Brive - Castres - Stadoceste - Tyrosse - Perpignan - FCS Rumilly             |

### Octavos de final
| Equipo 1     | Equipo 2        | Ida   | Vuelta |
| ------------ | --------------- | ----- | ------ |
| Nîmes        | Toulouse        | 6-13  | 3-33   |
| Béziers      | Narbonne        | 10-13 | 12-9   |
| Castres      | Racing          | 6-9   | 6-40   |
| Brive        | Grenoble        | 19-12 | 0-28   |
| US Colomiers | Touloun         | 6-3   | 12-30  |
| Agen         | Auch            | 45-3  | 28-3   |
| Montferrand  | Bègles-Bordeaux | 31-18 | 12-21  |
| Biarritz     | Dax             | 18-18 | 12-29  |

### Cuartos de final
| 1990 | Toulouse | 10 - 9 | Narbonne |  |  |

| 1990 | Racing | 27 - 21 | Grenoble |  |  |

| 1990 | Agen | 6 - 0 | Toulon |  |  |

| 1990 | Montferrand | 34 - 12 | Dax |  |  |

### Semifinal
| 1990 | Racing | 21 - 14 | Toulouse |  |  |

| 1990 | Agen | 9 - 3 | Montferrand |  |  |

### Final
| 26 de mayo de 1990 | Racing | 22 - 12 | Agen | Parc des Princes, Paris |  |

| Bandera de Francia |
| Campeón Racing     |
| Quinto título      |